# 土登尼玛 (1943年)
土登尼玛（藏語：ཐུབ་བསྟན་ཉི་མ，威利转写：thub bstan nyi ma，1943年—），男，藏族，四川康定人，中华人民共和国藏学家，曾任中国佛教协会常务理事，第七、八、九、十届全国人大代表。